# Лесюк, Яков Залманович
Я́ков За́лманович Лесю́к (23 февраля 1916, Москва — 23 августа 1990) — советский и российский переводчик и литературовед.

## Биография
Окончил МИФЛИ им. Н. Г. Чернышевского (1941). 
Участник Великой Отечественной войны. Награждён медалями. 
Член Союза писателей СССР (1962).

## Переводы
- Санд Ж. Мопра́: Роман. М., 1958 (пер. с франц.: вступление и главы I—XVII переведены Л. Е. Коганом, главы XVIII—XXX — Я. З. Лесюком)
- Пиранделло Л. Новеллы. М., 1958
- Фревиль Ж. Тяжелый хлеб: Роман. М., 1959
- Бальзак О. Мелкие буржуа: Роман. М., 1960
- Золя Э. Человек-зверь: Роман. М., 1965
- Доде А. Джек: Роман (пер. с франц. совместно с М. Эфросом), 1965
- Дрюон М. Сильные мира сего (1-й роман трилогии "Конец людей"): Роман. М., 1965 (пер. с франц. совместно с М. С. Кавтарадзе и Ю. П. Уваровым), Свидание в аду (3-й роман трилогии  "Конец людей"): Роман
- Клавель Б. В чужом доме: Роман. М., 1966; Сердца живых: Роман. М., 1968
- Карпентьер А. Век просвещения: Роман. М., 1968
- Фьори Ч. Жить запрещается: Рассказы. М., 1971
- Эгпарс А. Мы идем за своей тенью: Роман. М., 1974
- Санд Ж. Лукреция Флориани: Роман. М., 1976
- Мопассан Г. Новеллы. М., 1977
- Дюма А. Сильвандир: Роман. М., 1979
- Моравиа А. Новеллы. М., 1981
- Сю Э. Парижские тайны: Роман (пер. с франц. совместно с О. Моисеенко, Ф. Мендельсоном, М. Трескуновым)
- Верн Ж. Робур-завоеватель: Роман
- Моруа А. Письма незнакомке[4]
- Моруа А. Три Дюма (из цикла "Литературные портреты")
- Моруа А. Олимпио, или Жизнь Виктора Гюго (из цикла  "Литературные портреты")
- Моруа А. Прометей, или Жизнь Бальзака (из цикла  "Литературные портреты")
- Моруа А. Альфред де Мюссе. Театр. Мюссе-драматург. Природа театра Мюссе. Сюжеты и характеры. Источники драматургии Мюссе. Комедийное и лирическое начало в драматургии Мюссе. Мюссе и мы (из цикла  "Литературные портреты")
- Моруа А. Стендаль. Красное и чёрное (из цикла  "Литературные портреты")
- Моруа А. Бальзак. Отец Горио. Цезарь Бирото (из цикла  "Литературные портреты")
- Моруа А. Гюстав Флобер. Госпожа Бовари (из цикла  "Литературные портреты")
- Моруа А. Анатоль Франс. Анатоль Франс, или Юмор и чувство меры (из цикла  "Литературные портреты")
- Моруа А.  Франсуа Мориак. Детство и юность. Ад. Мнимое спасение. Писательская техника Мориака (из цикла  "Литературные портреты")
- Моруа А.  Антуан де Сент-Экзюпери. Промежуточные этапы. Законы действия. Творчество. Философия (из цикла  "Литературные портреты")
- Фрестье Ж. Проспер Мериме (пер. с франц. совместно с З. Фёдоровой)
- Матьё М. Моя судьба: Автобиография. М., 1991